# Jerónimo Marín Luis
Jerónimo Marín Luis va ser un advocat, notari i polític espanyol, alcalde de Reus i diputat a les Corts Espanyoles durant la restauració Borbònica.
Membre del Partit Liberal Conservador, va ser elegit diputat pel districte de Tarragona a les eleccions generals espanyoles de 1886, 1891 i 1896. El 1904-1905 va ser alcalde de Reus com a successor d'Enric Oliva Julià. Segons Banús i Sans, va arribar a l'alcaldia perquè el 1904 va visitar Reus el rei Alfons XIII, i l'anterior alcalde, d'idees republicanes, no el volia rebre.